# Parc naturel de la seigneurie de Bertiz
Le parc naturel de la Seigneurie de Bertiz est un parc naturel situé au nord-est de la Navarre en Espagne.

## Situation géographique
Le parc naturel, d'une superficie de 2 040 hectares, est situé sur la commune de Bertizarana. L'accès se fait par le village d'Oronoz (vallée du Baztan) et Oiergi (vallée de Bertizarana)

## Histoire
Le territoire du parc naturel a appartenu à la maison ou seigneurie de Bertiz depuis le XIVe siècle jusqu'à 1898, date à laquelle elle fut acquise par Pedro Ciga Mayo, qui l'a remodelée dans son état actuel. Il en fit don à la communauté forale de Navarre en 1949, avec la condition de le conserver tel quel et pour une utilisation exclusive à des fins récréatives, éducatives et scientifiques.

## Faune et flore
Au sud, dans la zone inférieure de la rivière de la Bidassoa et proche de la localité d'Oronoz-Mugaire, se trouvent le palais et les jardins sur 3,4 hectares qui comprennent une abondante collection botanique, avec des espèces rapportées de tous les endroits du monde.
Le reste du territoire nord est une succession de vallées et montagnes couvertes de forêt atlantique autochtone, très bien conservée car il n'y a pas eu d'exploitation, d'où l'abondance de hêtres, de chênes et d'alisiers. Dans ces forêts on rencontre de nombreux cerfs, chevreuils et sangliers ainsi que les oiseaux typiques de ces forêts atlantiques, de petites et moyennes tailles. 
Au sommet du mont Aizkolegi on trouve une maison-château, aujourd'hui abandonnée, d'où l'on profite de vues magnifiques sur le parc. Plusieurs pistes forestières mène vers cette maison-château.

### Source
- (es) Cet article est partiellement ou en totalité issu de l’article de Wikipédia en espagnol intitulé « Señorío de Bértiz » (voir la liste des auteurs).